# El baile de los 41
El baile de los 41 is een Mexicaanse film uit 2020, geregisseerd door David Pablos en geschreven door Monika Revilla. 
De film is gebaseerd op de waargebeurde gebeurtenissen rondom de Dans van de 41. Dit was een feest dat werd bezocht door homoseksuele mannen, waarvan de helft verkleed was als vrouw.
Alfonso Herrera vertolkt de rol van Ignacio de la Torre y Mier, de homoseksuele schoonzoon van de toenmalige Mexicaanse president Porfirio Díaz. Mabel Cadena vertolkt de rol van Amada Díaz, de dochter van de president, en Emiliano Zurita vertolkt de rol van Ignacio's fictieve minnaar, Evaristo Rivas.

## Verhaal
Het verhaal is gebaseerd op de Dans van de 41, een schandaal in het begin van de 20e eeuw in Mexico. Het incident draaide rond een illegale politie-inval op 17 november 1901 in een woning in Mexico-Stad. Het schandaal betrof de mannen die aanwezig waren, van wie er 19 gekleed waren in vrouwenkleding, onder wie Ignacio de la Torre y Mier, de schoonzoon van toenmalig president Porfirio Díaz. Ondanks pogingen van de regering om het incident te verzwijgen, besteedde de lokale pers er aandacht aan, waarmee het de eerste keer was dat homoseksualiteit openlijk werd besproken in de Mexicaanse media.

## Rolverdeling
| Acteur            | Personage                  |
| ----------------- | -------------------------- |
| Alfonso Herrera   | Ignacio de la Torre y Mier |
| Emiliano Zurita   | Evaristo Rivas             |
| Mabel Cadena      | Amada Díaz                 |
| Fernando Becerril | Porfirio Díaz              |
| Rodrigo Virago    | Felix Díaz                 |

## Release
De film ging in première op het Internationaal Filmfestival van Morelia op 1 november 2020. Vanaf 19 november datzelfde jaar werd de film vertoond in de Mexicaanse bioscopen. Op 12 mei 2021 heeft Netflix de film vrijgegeven.

## Ontvangst
Op Rotten Tomatoes geeft 70% van de 10 recensenten de film een positieve recensie, met een gemiddelde score van 7,00/10.